# Crataegus wootoniana
Crataegus wootoniana — вид квіткових рослин із родини трояндових (Rosaceae).

## Біоморфологічна характеристика
Це кущ 20 дм заввишки. Стебла мало розгалужені, колючі. Нові гілочки голі, 1-річні червонувато-коричневі, старші сірі; колючки на гілочках 1-річні червонувато-коричневі, ± товсті, 4 см. Листки: ніжки листків 40–50% від довжини пластини, не залозисті чи рідко залозисті; пластини яйцюваті, 3–4(5) см, основа від урізаної до широко клиноподібної, часток по 3 або 4 з боків, верхівки часток від тупих до шпилястих, краї пилчасті, верхівка гострувата, верхня поверхня коротко запушена молодою, пізніше гола. Суцвіття 5–10-квіткові. Квітки 10–12 мм у діаметрі; чашолистки 2–3 мм; тичинок 10, пиляки рожеві. Яблука лискучі червоні, еліпсоїдні, 8 мм у діаметрі. Період цвітіння: травень; період плодоношення: вересень.

## Ареал
Ендемік штату Нью-Мексико (США).
Населяє трав'яні ділянки біля струмків; на висотах 2000–3000 метрів.